# 瑟农
瑟农（法語：Cenon，法語發音：[sənɔ̃]），法国西南部城市，新阿基坦大区吉伦特省的一个市镇，隶属于波尔多区，其市镇面积为5.52平方公里，2022年1月1日时人口数量为26,784人，在法国城市中排名第337位。
瑟农位于吉伦特省中西部，省会波尔多市区东侧，加龙河右岸，是波尔多的一个近郊卫星城，两地间有有轨电车及多条公交线路连接。

## 地名来源
“瑟农”一名的来源及含义均尚有待考证，其所处区域历史上曾通行奥克语加斯科涅方言，“Cenon”在奥克语维基百科及同语言的Openstreetmap中被拼写为“Senon”。

## 历史

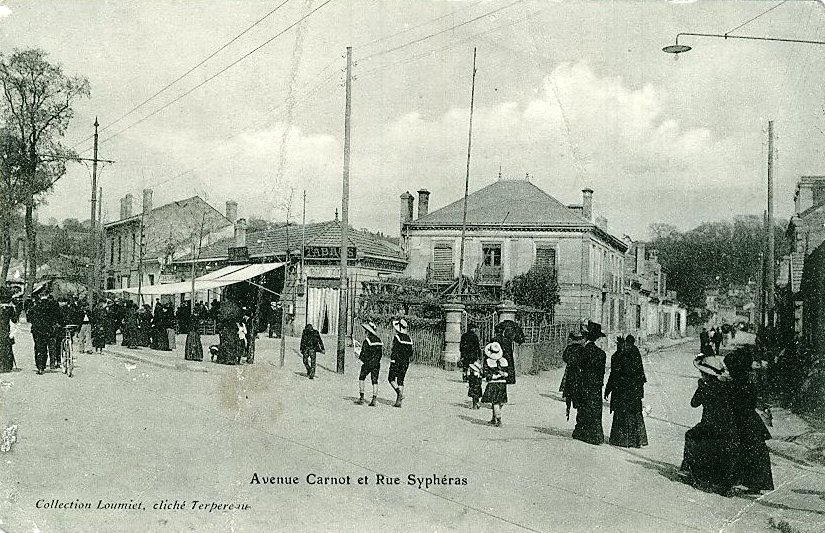
20世纪初的瑟农街头

瑟农的早期历史尚不清楚，该地在古典时期可能就已出现葡萄酒种植园。根据当地民间传说，公元778年，罗兰在前往西班牙征战途中途径瑟农，浩荡的加龙河拦住了其军队的步伐，这时一只野鹿从山间森林中窜出，通过被河水掩盖的浅滩跨越河流，罗兰的军队追随野鹿的足迹，顺利地跨过了加龙河。中世纪中后期，瑟农长期为一处普通农业村落。法国大革命后，瑟农成为吉伦特省的一个市镇。工业革命期间，途径瑟农的巴黎—波尔多铁路建成通车，另有一条从洛尔蒙引出的铁路直通加龙河畔的波尔多巴斯蒂德站。1865年1月1日，瑟农靠近加龙河的拉巴斯蒂德街区被划入波尔多。第一次世界大战期间，近400名瑟农青年被征召参与前线战斗，战后当地兴建了烈士纪念碑。20世纪中后期，得益于波尔多的城市扩张，瑟农人口快速增加，当地出现了多处现代居民区。连接波尔多市区和瑟农的波尔多有轨电车A线于2003年12月建成，瑟农火车站则于2007年正式启用。

## 地理

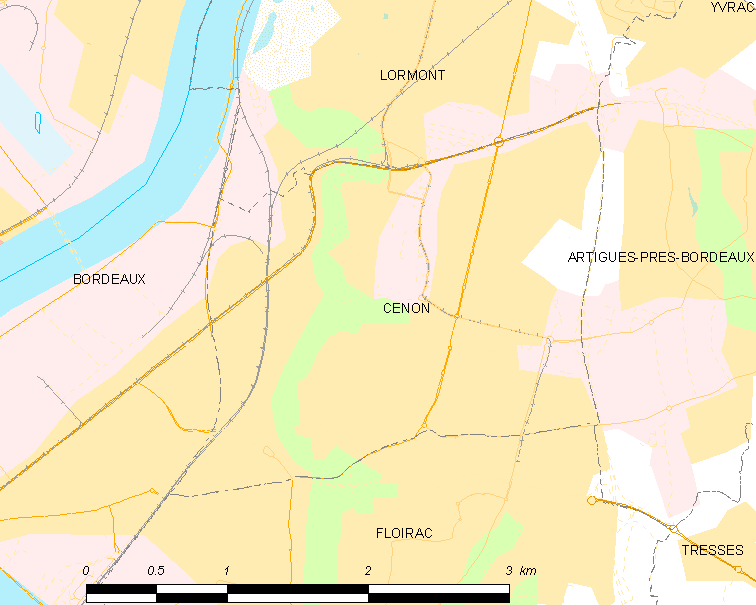
瑟农市镇范围地图

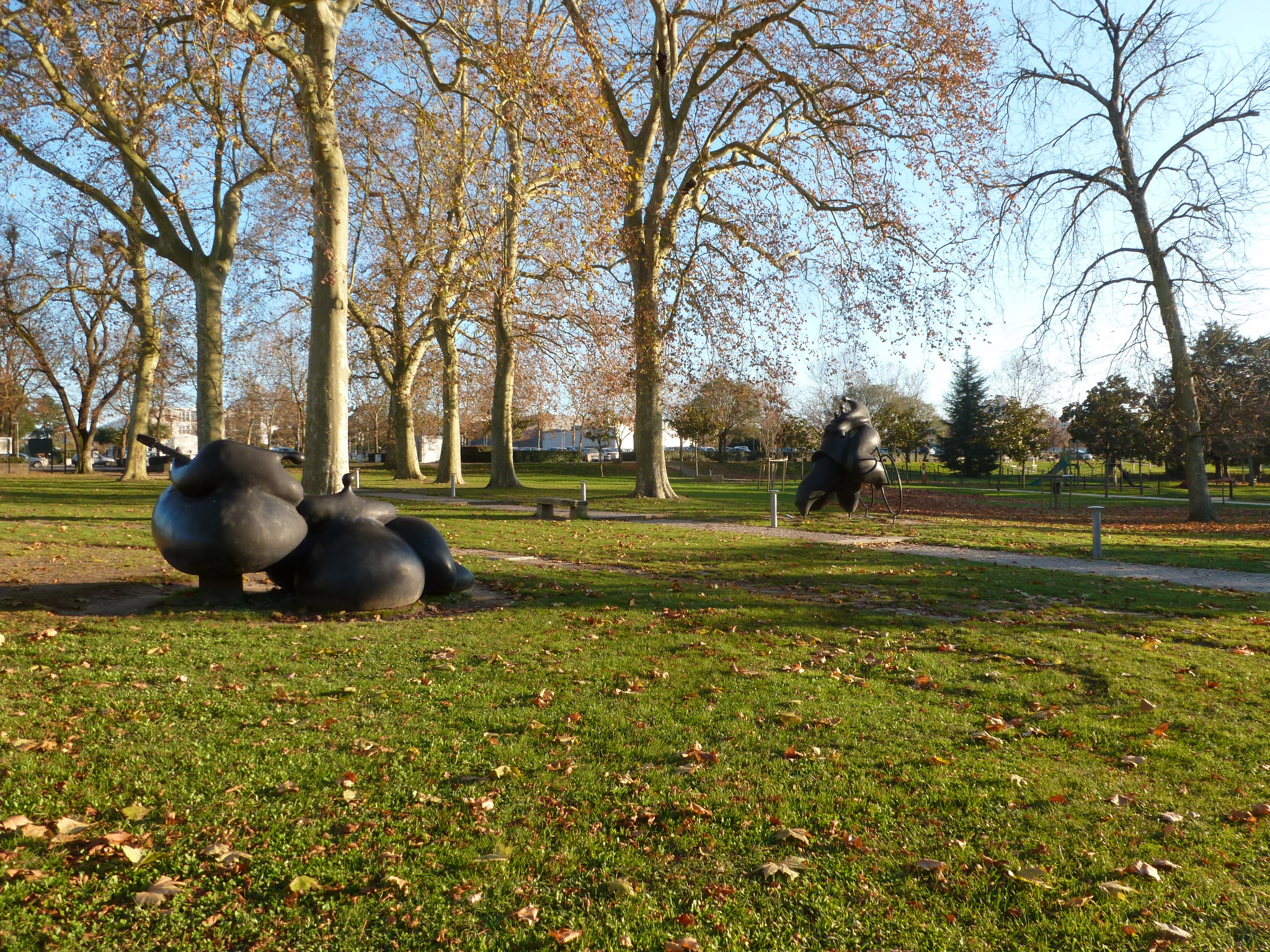
帕尔梅公园

瑟农位于法国西南部，新阿基坦大区西部和吉伦特省西部，距离省会波尔多市中心大约7公里。与瑟农接壤的市镇包括：波尔多、洛尔蒙、波尔多附近阿尔蒂格和弗卢瓦拉克。

### 地形
瑟农位于加龙河右岸的一处高地上，境内以平原和浅丘为主，市镇中心地势较为平坦，整体地势自西向东略有抬升，市镇与波尔多交界处附近有明显起伏，全境海拔在3到75米之间。

### 水文
瑟农位于加龙河流域范围内，其干流距离市镇边界最近处不足200米，除此之外瑟农市镇范围内无大型地表水域分布。

### 植被
瑟农属于温带阔叶混交林区，林地多分布于坡地地带，其中位于市区西南部的勒锡普雷萨公园（Parc du Cypressat）和西北部的帕尔梅公园（Parc Palmer）是当地主要的城市绿地。
在鲜花城市的评比中，瑟农被评为3星级鲜花城市。

### 气候
瑟农在柯本气候分类法中属于温带海洋性气候（Cfb），因其纬度较低，故当地气候又带有一定的地中海特征。
距离瑟农最近的常年气象站设于梅里尼亚克境内的波尔多-梅里尼亚克机场，以下为该气象站的数据：
| 波尔多-梅里尼亚克机场 1981年－2019年 | 波尔多-梅里尼亚克机场 1981年－2019年 | 波尔多-梅里尼亚克机场 1981年－2019年 | 波尔多-梅里尼亚克机场 1981年－2019年 | 波尔多-梅里尼亚克机场 1981年－2019年 | 波尔多-梅里尼亚克机场 1981年－2019年 | 波尔多-梅里尼亚克机场 1981年－2019年 | 波尔多-梅里尼亚克机场 1981年－2019年 | 波尔多-梅里尼亚克机场 1981年－2019年 | 波尔多-梅里尼亚克机场 1981年－2019年 | 波尔多-梅里尼亚克机场 1981年－2019年 | 波尔多-梅里尼亚克机场 1981年－2019年 | 波尔多-梅里尼亚克机场 1981年－2019年 | 波尔多-梅里尼亚克机场 1981年－2019年 |
| 月份                                 | 1月                                  | 2月                                  | 3月                                  | 4月                                  | 5月                                  | 6月                                  | 7月                                  | 8月                                  | 9月                                  | 10月                                 | 11月                                 | 12月                                 | 全年                                 |
| ------------------------------------ | ------------------------------------ | ------------------------------------ | ------------------------------------ | ------------------------------------ | ------------------------------------ | ------------------------------------ | ------------------------------------ | ------------------------------------ | ------------------------------------ | ------------------------------------ | ------------------------------------ | ------------------------------------ | ------------------------------------ |
| 历史最高温 °C（°F）                  | 20.8 (69.4)                          | 26.2 (79.2)                          | 27.7 (81.9)                          | 31.1 (88.0)                          | 35.4 (95.7)                          | 40.5 (104.9)                         | 41.2 (106.2)                         | 40.7 (105.3)                         | 37.6 (99.7)                          | 33.2 (91.8)                          | 26.7 (80.1)                          | 22.5 (72.5)                          | 41.2 (106.2)                         |
| 平均高温 °C（°F）                    | 10.1 (50.2)                          | 11.7 (53.1)                          | 15.1 (59.2)                          | 17.3 (63.1)                          | 21.2 (70.2)                          | 24.5 (76.1)                          | 26.9 (80.4)                          | 27.1 (80.8)                          | 24 (75)                              | 19.4 (66.9)                          | 13.7 (56.7)                          | 10.5 (50.9)                          | 18.5 (65.3)                          |
| 日均气温 °C（°F）                    | 6.6 (43.9)                           | 7.5 (45.5)                           | 10.2 (50.4)                          | 12.3 (54.1)                          | 16.1 (61.0)                          | 19.3 (66.7)                          | 21.3 (70.3)                          | 21.4 (70.5)                          | 18.5 (65.3)                          | 14.9 (58.8)                          | 9.9 (49.8)                           | 7.2 (45.0)                           | 13.8 (56.8)                          |
| 平均低温 °C（°F）                    | 3.1 (37.6)                           | 3.3 (37.9)                           | 5.4 (41.7)                           | 7.4 (45.3)                           | 11 (52)                              | 14.1 (57.4)                          | 15.8 (60.4)                          | 15.7 (60.3)                          | 12.9 (55.2)                          | 10.4 (50.7)                          | 6.1 (43.0)                           | 3.8 (38.8)                           | 9.1 (48.4)                           |
| 历史最低温 °C（°F）                  | −16.4 (2.5)                          | −15.2 (4.6)                          | −9.9 (14.2)                          | −5.3 (22.5)                          | −1.8 (28.8)                          | 2.5 (36.5)                           | 4.8 (40.6)                           | 1.5 (34.7)                           | −1.8 (28.8)                          | −5.3 (22.5)                          | −12.3 (9.9)                          | −13.4 (7.9)                          | −16.4 (2.5)                          |
| 平均降水量 mm（）                    | 87.3 (3.44)                          | 71.7 (2.82)                          | 65.3 (2.57)                          | 78.2 (3.08)                          | 80 (3.1)                             | 62.2 (2.45)                          | 49.9 (1.96)                          | 56 (2.2)                             | 84.3 (3.32)                          | 93.3 (3.67)                          | 110.2 (4.34)                         | 105.7 (4.16)                         | 944.1 (37.17)                        |
| 月均日照時數                         | 96                                   | 114.9                                | 169.7                                | 182.1                                | 217.4                                | 238.7                                | 248.5                                | 242.3                                | 202.7                                | 147.2                                | 94.4                                 | 81.8                                 | 2,035.7                              |
| 来源：infoclimat.fr                  |                                      |                                      |                                      |                                      |                                      |                                      |                                      |                                      |                                      |                                      |                                      |                                      |                                      |

## 行政区划
瑟农的市镇编号为33119，邮政编号为33150。
在行政管理方面，瑟农隶属于法国新阿基坦大区吉伦特省波尔多区；在地方选举方面，瑟农是瑟农县的中央投票站所在地，其市镇范围全境被划入吉伦特省第四选区；在社会管理方面，瑟农是波尔多都会区的组成部分。
瑟农市政府将其市镇划为三个街区，并实行街区自治制度。截至2023年11月，瑟农市镇范围内的上加龙-巴斯蒂德（Hauts de Garonne-Bastide）街区为城市敏感街区；伯诺日-亨利·塞利耶-莱奥·拉格朗日（Benauge - Henri Sellier - Léo Lagrange）和帕尔梅-萨拉耶尔-1945年5月8日-德拉沃蒙（Palmer - Saraillère - 8 Mai 45 - Dravemont）两个街区为城市政策优先街区。
法国国家统计与经济研究所（简称）在进行数据统计时，将瑟农及相邻的另外72个市镇设为波尔多城市核心区，并将包括核心区在内的周边共251个市镇划为波尔多城市区。自2020年起，波尔多城市区被包含275个市镇的波尔多城市辐射区代替。此外，还将瑟农市镇分为了9个“块区”（IRIS），以便于统计人口分布情况。

## 交通

### 公路
法国国道N89线和波尔多环城公路东段在瑟农市区东北角交汇。新阿基坦大区下属的吉伦特省城际客运201线、301线、302线、401线、404线、407线、501线等经停瑟农，可通往布莱、贝沙克和卡约、克雷翁、朗贡、塔巴纳克等地。
|  | 5 |

| 波尔多 | 7 |

| 利布尔讷 | 27 |

| 洛尔蒙 | 4 |

2020年，67.1%的瑟农家庭拥有至少一辆私人汽车。2021年，瑟农境内共发生各类交通事故24起，造成29人受伤，其中4人重伤。

### 铁路

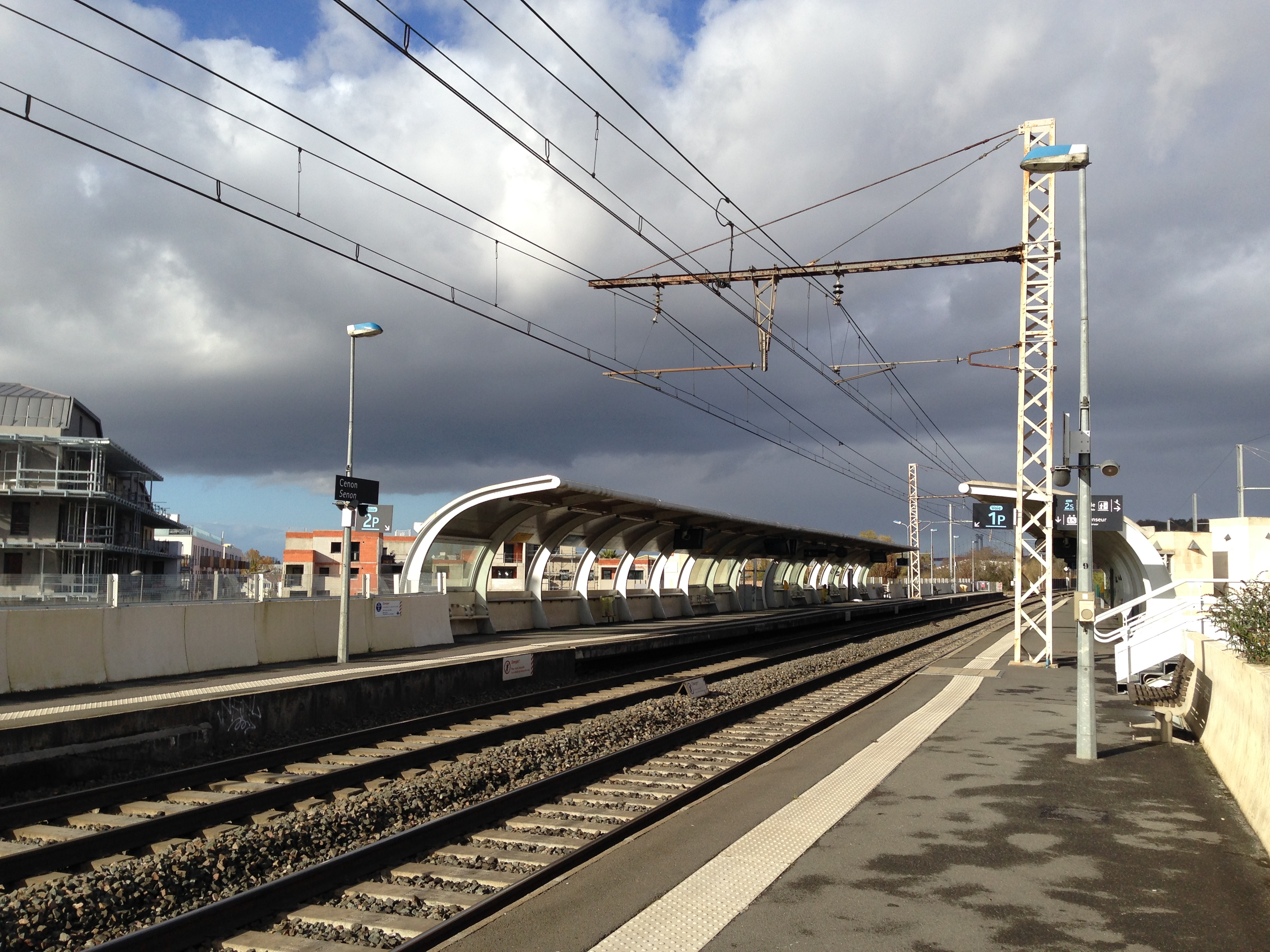
瑟农火车站的站台

巴黎－波尔多铁路和沙特尔－波尔多铁路平行共线穿越瑟农市区。瑟农站位于市区西部，是一个高架车站，停靠由波尔多圣让站出发前往利摩日、布里夫、昂古莱姆、桑特等地的区域列车

### 航空
距离瑟农最近的民用航空站为24公里外的波尔多-梅里尼亚克机场。

### 城市公共交通
瑟农是波尔多城市公共交通（商业名称为）的服务覆盖范围。截至2023年11月，该系统共包括三条有轨电车线路和数十条公交线路，其中有轨电车A线及公交16路、27路、28路、31路、32路、60路、64路、65路、66路、67路经过瑟农市区。

## 政治

### 市政内阁

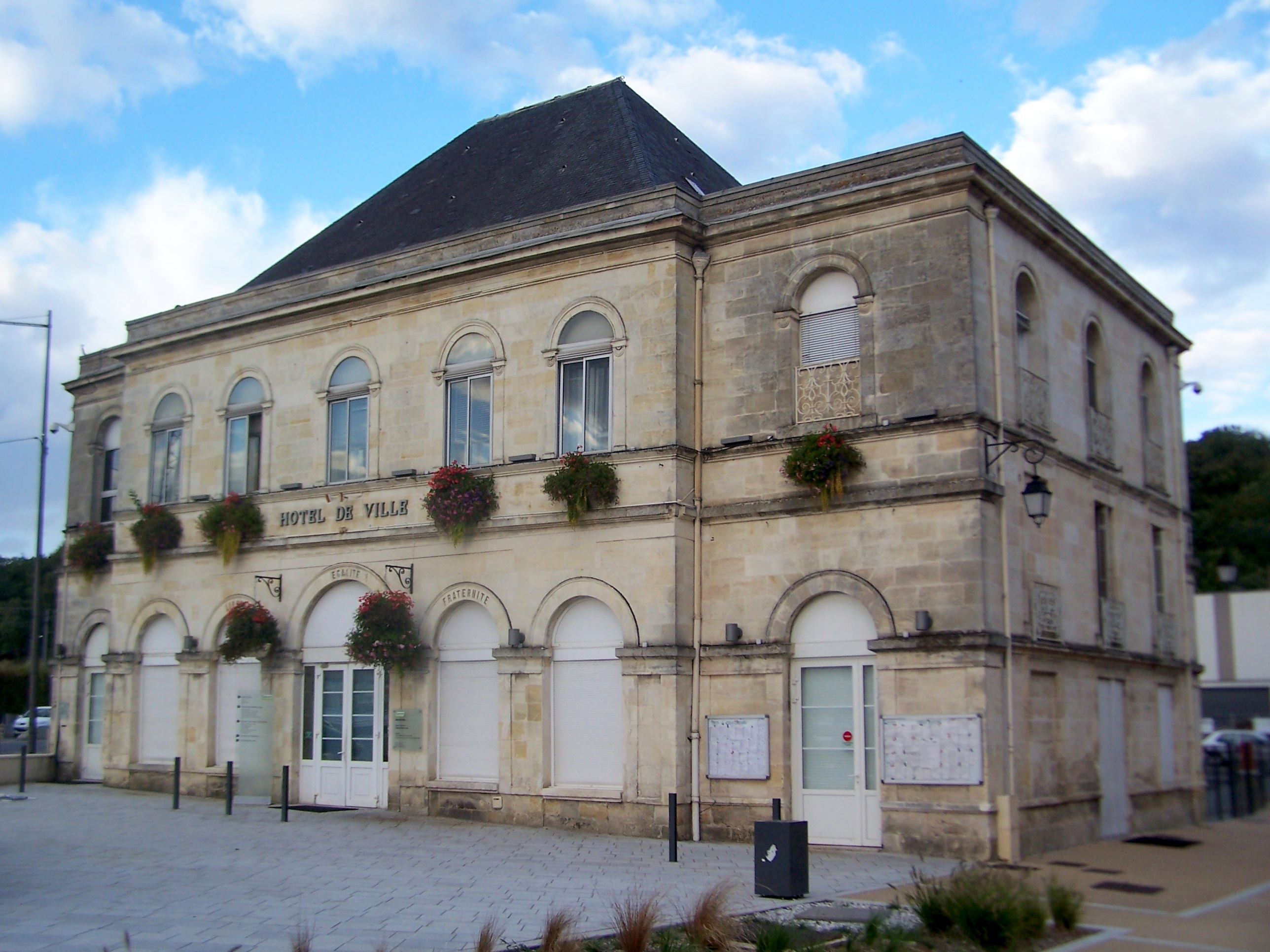
瑟农市政厅

瑟农的现任市长为让-弗朗索瓦·埃格龙先生（Jean-François EGRON），他是左翼联盟的一名成员，在2020年的市政选举中获得了52.18%的支持率。
| 瑟农历届市长   | 瑟农历届市长                           | 瑟农历届市长                   |
| 任期           | 市长                                   | 党派                           |
| -------------- | -------------------------------------- | ------------------------------ |
| 1944年－1945年 | Louis DUVIN 路易·迪万                  | 不详                           |
| 1945年－1947年 | Jean ROSPIDE 让·罗斯皮德               | 不详                           |
| 1947年－1948年 | Louis DUVIN 路易·迪万                  | 不详                           |
| 1948年－1968年 | René CASSAGNE 勒内·卡萨涅              | SFIO工人国际法国支部           |
| 1968年－1995年 | René BONNAC 勒内·博纳克                | SFIO工人国际法国支部 →PS社会党 |
| 1995年－2017年 | Alain DAVID 阿兰·达维德                | PS社会党                       |
| 2017年－       | Jean-François EGRON 让-弗朗索瓦·埃格龙 | PS社会党 →UG左翼联盟           |

### 各级选举
| 瑟农历届投票选举结果 | 瑟农历届投票选举结果 | 瑟农历届投票选举结果 | 瑟农历届投票选举结果 | 瑟农历届投票选举结果             | 瑟农历届投票选举结果 | 瑟农历届投票选举结果 | 瑟农历届投票选举结果             | 瑟农历届投票选举结果 | 瑟农历届投票选举结果 |
| 选举项目             | 选举范围             | 选区单位             | 选区单位内的选举结果 | 选区单位内的选举结果             | 选区单位内的选举结果 | 选区单位内的选举结果 | 选区单位内的选举结果             | 选区单位内的选举结果 | 参考资料             |
| 选举项目             | 选举范围             | 选区单位             | 第一轮胜出者         | 第一轮胜出者                     | 支持率               | 第二轮胜出者         | 第二轮胜出者                     | 支持率               | 参考资料             |
| -------------------- | -------------------- | -------------------- | -------------------- | -------------------------------- | -------------------- | -------------------- | -------------------------------- | -------------------- | -------------------- |
| 2017年法國總統選舉   | 法國                 | 市镇                 |                      | 让-吕克·梅朗雄                   | 31.58%               |                      | 埃马纽埃尔·马克龙                | 75.03%               | [ 29 ]               |
| 2017年法国立法选举   | 吉伦特省第四选区     | 市镇                 |                      | 阿兰·达维德                      | 31.63%               |                      | 阿兰·达维德                      | 63.3%                | [ 29 ]               |
| 2019年欧洲议会选举   | 法國                 | 市镇                 |                      | 若尔丹·巴尔代拉                  | 20.52%               | （不适用）           | （不适用）                       | （不适用）           | [ 31 ]               |
| 2021年法国省级选举   | 吉倫特省             | 县                   |                      | 让-弗朗索瓦·埃格龙 纳塔莉·拉屈埃 | 45.88%               |                      | 让-弗朗索瓦·埃格龙 纳塔莉·拉屈埃 | 72.78%               | [ 32 ]               |
| 2021年法国省级选举   | 吉倫特省             | 市镇                 |                      | 让-弗朗索瓦·埃格龙 纳塔莉·拉屈埃 | 52.5%                |                      | 让-弗朗索瓦·埃格龙 纳塔莉·拉屈埃 | 76.18%               | [ 32 ]               |
| 2021年法国大区选举   |                      | 市镇                 |                      | 阿兰·鲁塞                        | 40.88%               |                      | 阿兰·鲁塞                        | 51.31%               | [ 33 ]               |
| 2022年法国总统选举   | 法國                 | 市镇                 |                      | 让-吕克·梅朗雄                   | 38.94%               |                      | 埃马纽埃尔·马克龙                | 68.64%               | [ 29 ]               |
| 2022年法国立法选举   | 吉伦特省第四选区     | 市镇                 |                      | 阿兰·达维德                      | 57.63%               |                      | 阿兰·达维德                      | 71.61%               | [ 29 ]               |

## 人口
2020年，瑟农市镇人口数量为26,047，在法国排名第337位。其中男性12,323人，女性13,724人，75岁及以上人口占8.3%，外籍人口数量为4,334人，人口密度为4,719人/平方公里，当地居民被称为（男性）或（女性）。2021年，瑟农境内出生343人，死亡人口237人。
| 瑟农1901年－2020年人口变化情况 |
|                                |
| 数据来源：Cassini、INSEE       |

## 经济
瑟农是波尔多近郊的一个卫星城。截至2023年11月，瑟农市镇范围内共有各类用人单位（包含自雇）5,015家，平均历史为11年，其中99.47%为中小型企业（PME），2023年9月至11月间，当地的经济活力指数为0.08%。（建筑工程）、（金属绳缆）及（暖气）是当地2021年营业额最高的三个企业，分别为13,441,186欧元、11,871,827欧元和10,689,243欧元。

## 财政与居民收入
2021年，瑟农的财政收入总额为39,898,400欧元，财政支出总额为37,075,900欧元，当年的债务总额为15,275,500欧元。2021年，瑟农市镇通过增值税获得486,720欧元的收入，此外当地还共获得了1,107,540欧元的国家直接财政补助。
2019年，瑟农的人均月收入总额为1,965欧元，其中高级职员为3,100欧元，低于法国平均水平（4,230欧元）；中级职员为2,177欧元，低于法国平均水平（2,411欧元）；普通职员为1,677欧元，亦低于法国平均水平（1,740欧元）。
2020年，瑟农境内的贫困率为26%，青壮年（15至64岁）失业率为16.5%；2022年，当地35.7%的家庭拥有纳税资格，平均纳税2,158欧元，低于法国平均水平（4,393欧元）。

## 社会事务

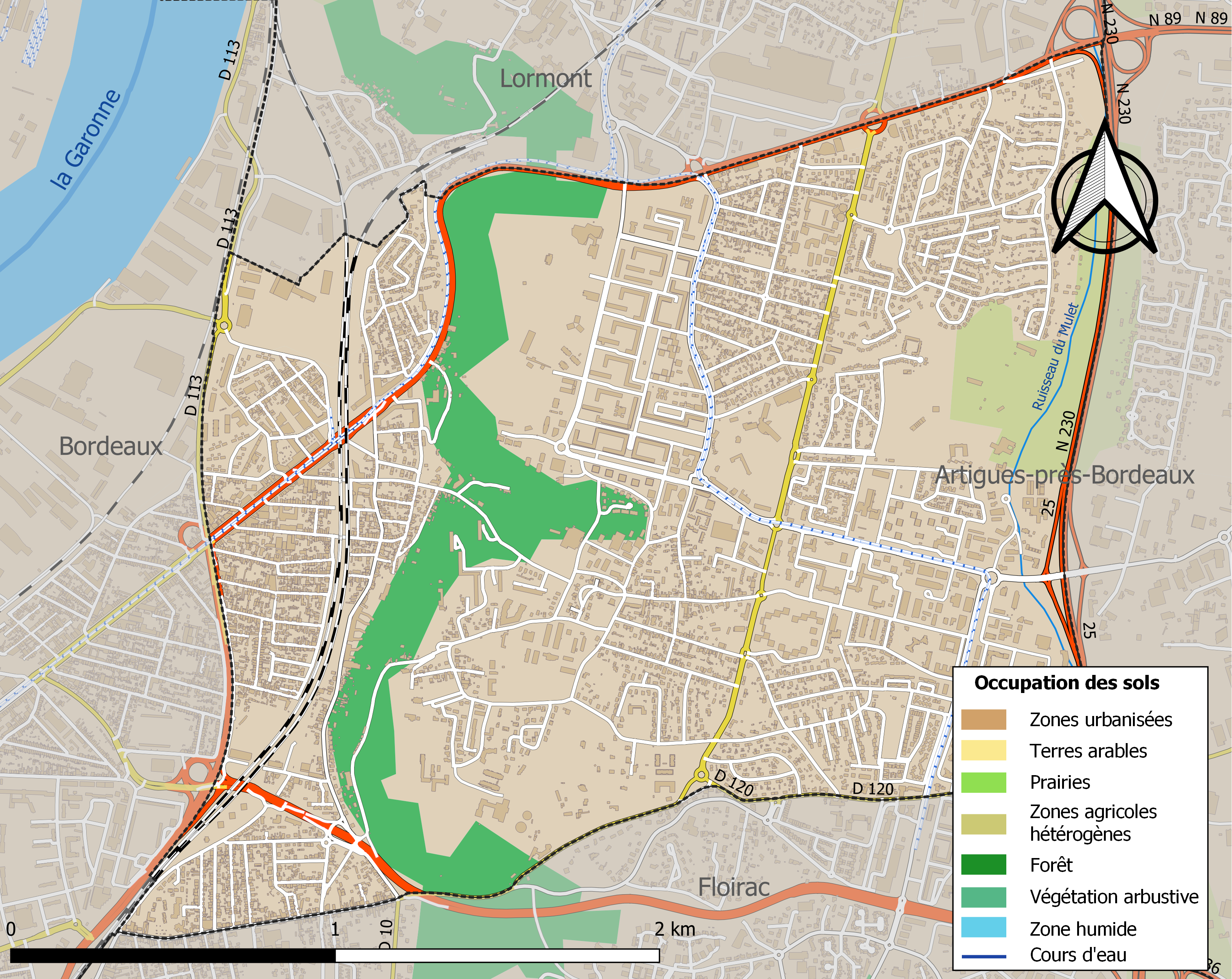
瑟农土地利用情况地图

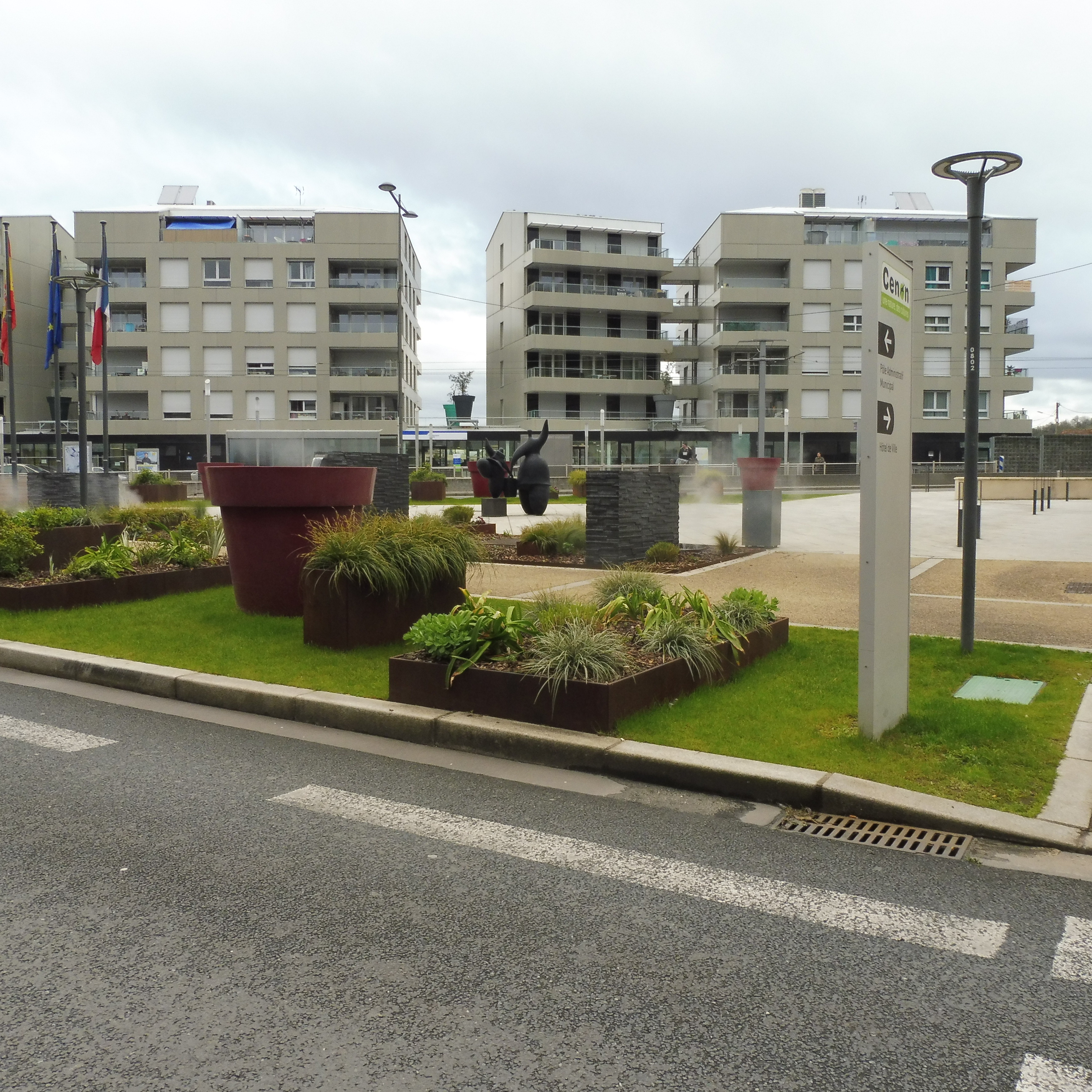
市府广场

### 教育
瑟农属于波尔多学区。截至2021年1月1日，瑟农境内共有9所幼儿园、9所小学、2所初级中学和1所职业高中。2021至2022学年度，瑟农境内共有在校中等教育阶段学生1,385名。

### 医疗
截至2021年1月1日，瑟农境内共有全科医生65名、保健师50名、牙医20名、护士44名、耳科医生1名、眼科医生12名、皮肤科医生4名、助产士3名、儿科医生1名和妇科医生3名。境内共有药房9家、养老院3家、残疾人帮扶中心8家。
瑟农是波尔多大学中心医院的服务范围，该院是法国的一个区域性医疗机构及大学教学医院，其主病区“佩勒格兰医院”（Hôpital Pellegrin）距离瑟农市区的正常车程约25分钟，该院设有床位1,408个，是新阿基坦大区内规模最大的公立综合性医院。

### 住房
2020年，瑟农境内共有各类住房13,645套，其中32.7%为独立式居民区，66.3%为集中式居民区。常住房屋占瑟农市镇范围内居民建筑总量的91.1%。
在住房保障政策方面，2022年，瑟农境内共有4,405户家庭获得了住房经济补助，受益人数占总人口数量的18.7%，其中4,312份为房租补助。

### 商业
2021年，瑟农境内共有各类实体商铺628家，其中餐厅73家、大型超市1家、杂货店8家、面包房8家、肉铺4家、书店2家、银行门店10家、美容美发店24家、汽车维修店21家。瑟农镇中心建有集市大堂，市镇北界的洛尔蒙一侧建有大型商业中心，有家乐福和Action购物超市。

### 体育
2021年，瑟农境内共有4间体育馆、2座综合体育场、9处网球场、4处足球或橄榄球场以及3处篮球或排球场。
截至2023年11月，瑟农境内共有五家注册足球俱乐部。瑟农足球体育会（US Cenon Football，编号511449）是当地的代表性足球队，其主队2023至2024赛季参加新阿基坦大区足球联赛甲组（法国第六级别），其主场为勒洛雷足球基地（Complexe Footballistique du Loret）。

### 环境
瑟农的环境事务由其所属的波尔多都会区联合各级政府协调负责。2021年，瑟农境内共有1家污染企业。

### 治安
2021年，瑟农市镇范围内共有1处派出所。
瑟农及其附近的共17个市镇是波尔多警区（zone police de Bordeaux）的管辖范围。2020年，该警区累计记录各类案件51,593起，其中盗窃类案件35,113起，经济类案件4,480起，毒品交易类案件1,302起。

## 文化

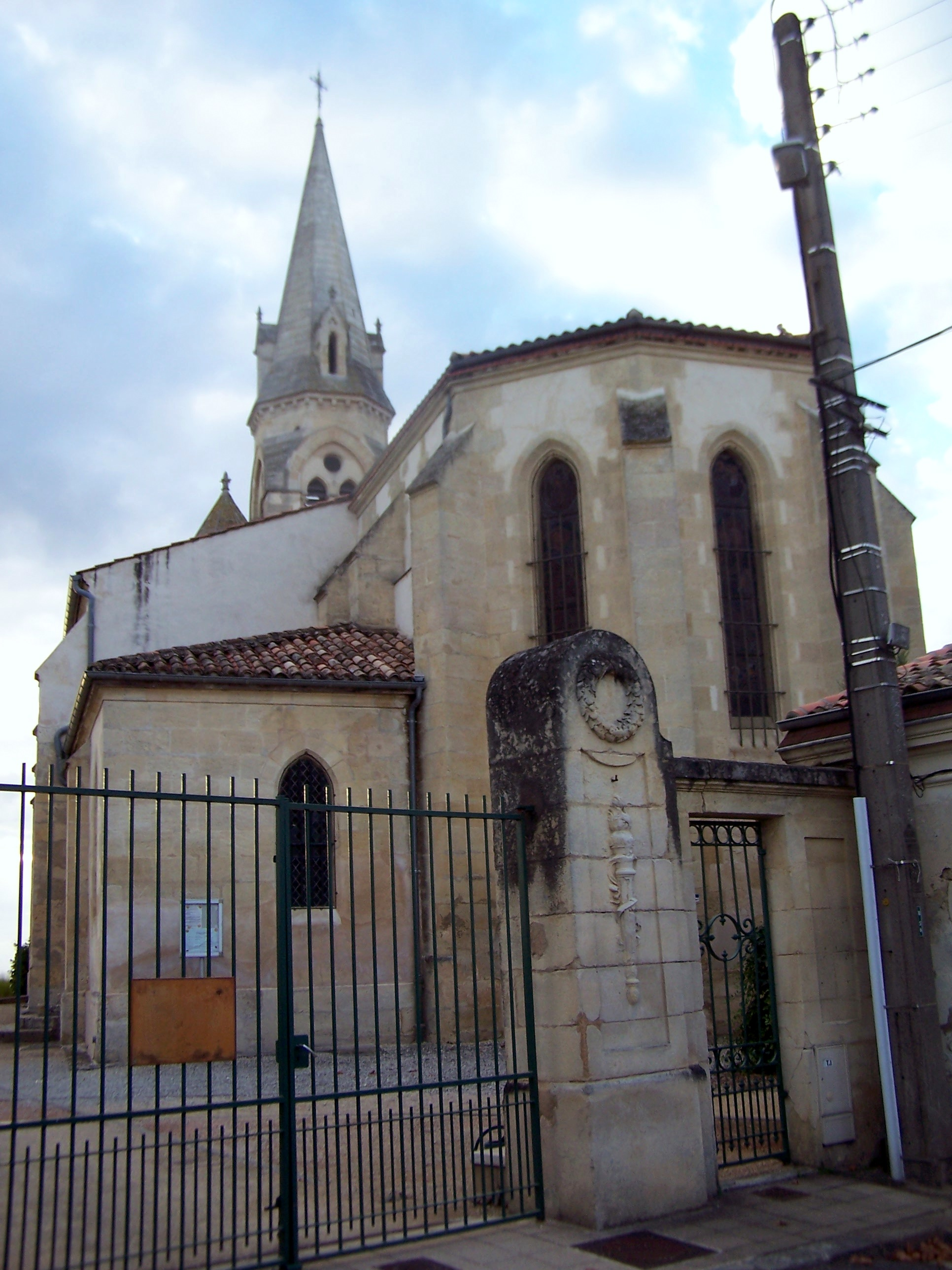
圣罗曼教堂

2021年，瑟农境内共有1家剧场。瑟农境内建有青少年文化宫-多媒体中心（Ludo-Médiathèque），每周二、三、五、六向公众开放。

### 建筑
瑟农境内有多处历史建筑，其中镇中心的圣罗曼教堂（Église Saint-Romain de Cenon）是当地的地标性建筑物。

### 旅游
瑟农的旅游事务由其所属的波尔多都会区联合各级政府协调负责。2023年，瑟农境内共有1家酒店共计80间房间。

### 媒体
法国主要的媒体均可在瑟农接收，法国电视三台下属的新阿基坦大区频道在部分时段播出瑟农所在吉伦特省的地方新闻。《西南报》、蓝色法兰西吉伦特广播、波尔多电视台等是当地主要的地方性媒体。

## 相关人物
法国赛车手贝尔纳·达尔尼什、手球运动员热罗姆·费尔南德斯和足球运动员弗雷德里克·达罗沙出生于瑟农。

## 友好城市
截至2023年11月，瑟农共与五座城市建立了友好城市关系：
- 摩洛哥 梅克内斯
- 西班牙 拉雷多
- 葡萄牙 帕雷迪什迪科拉
- 葡萄牙 阿尔库什迪瓦尔德维什
- 美国 Hartford